# Morro Agudo de Goiás
Morro Agudo de Goiás là một đô thị thuộc bang Goiás, Brasil. Đô thị này có diện tích 282,615 km², dân số năm 2007 là 2462 người, mật độ 8,7 người/km².